# Louis Aleman
Louis Aleman o Allemand (Arbent, c. 1390 - Salon-de-Provence, 16 de septiembre de 1450) fue un eclesiástico francés.  
Doctorado en Derecho, participó en el Concilio de Pisa y en el de Costanza, fue obispo de Maguelonne en 1418 y arzobispo de Arlés desde 1423, creado cardenal de Santa Cecilia por Martín V en 1426.  
Presidente del Concilio de Basilea, fue el principal artífice de la elección del antipapa Félix V, por lo que Eugenio IV le destituyó y excomulgó en 1439.  Restituido por Nicolás V diez años después, fue beatificado por Clemente VII en 1527. 

## Biografía

### Familia
Louis Aleman nació en el seno de una familia de la nobleza oriunda del Delfinado establecida en Bugey.  Fue hijo de Jean Aleman, señor de Arbent, Coiselet y Montgefond, y de Marie de Châtillon.  Tuvo al menos tres hermanos: Pierre, que sucedió a su padre en los estados de su casa, Jean y Gallois, que fue canónigo de Lyon.
Los Aleman de Bugey fueron feudatarios de Humbert VII de Thoire-Villars hasta que en 1402 este vendió sus derechos señoriales al conde de Saboya Amadeo VIII. 

### Ascenso eclesiástico
Gracias al patrocinio de su tío François de Conzié, que era arzobispo de Narbona y camarlengo de Juan XXIII, Louis ascendió rápidamente en el escalafón eclesiástico: asistió junto con su tío al Concilio de Pisa de 1409 y fue nombrado canónigo de Narbona, Valence, Carpentras, Lyon y Bayeux y abad comendatario de Saint-Pierre-de-la-Tour en Puy, con dispensa de residencia en todos ellos para poder proseguir sus estudios en la Universidad de Avignon, en la que salió bachiller en Derecho en 1405, licenciado en 1409 y doctor en 1414.

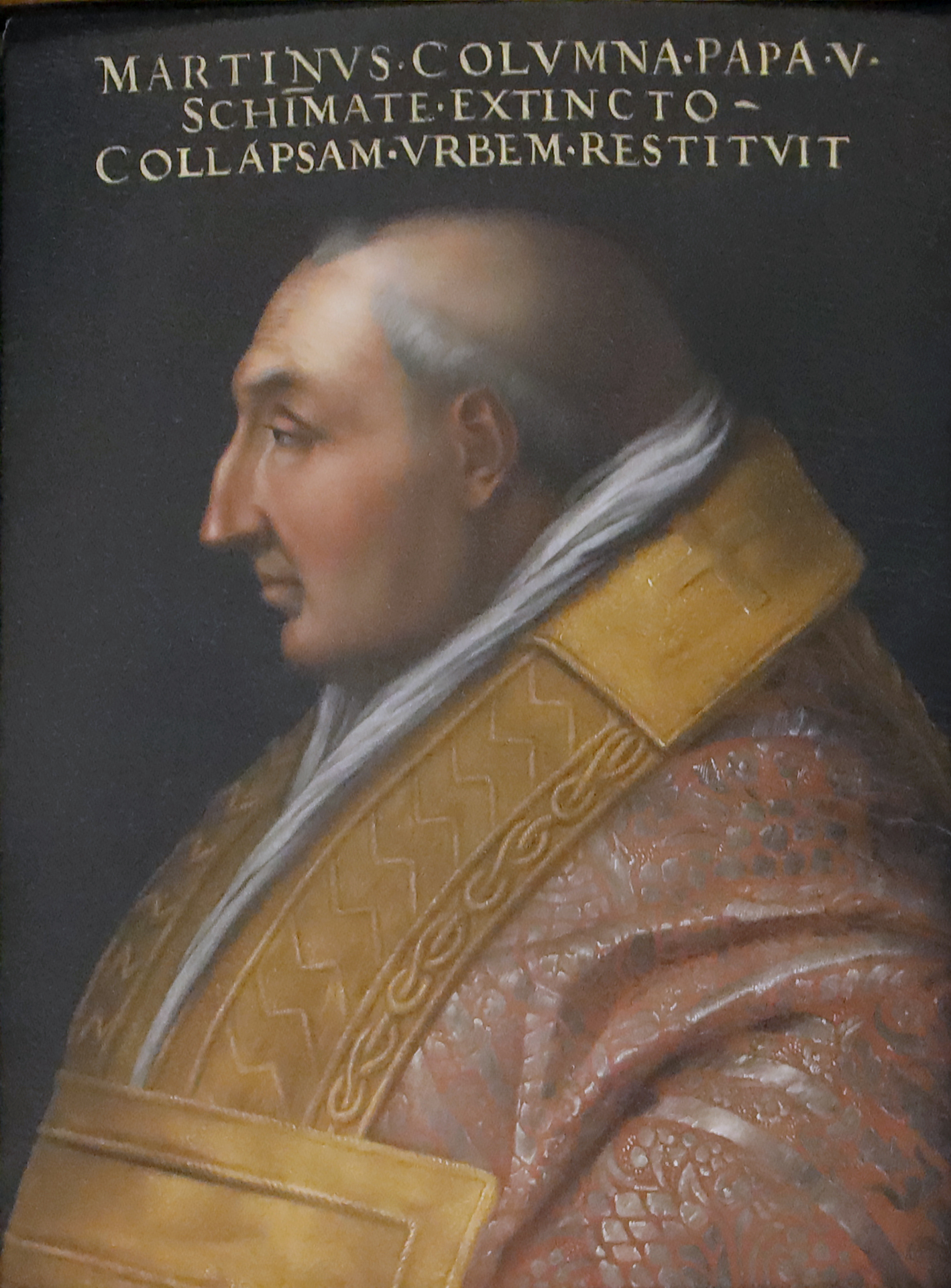
Martín V.

Participó como vicecamarlengo y custodio en el Concilio de Constanza que puso fin al Cisma de Occidente con la elección de Martín V, y en 1418 el nuevo papa le nombró obispo de Maguelone, y como tal, canciller de la Universidad de Montpellier.  Recibió la consagración episcopal en Mantua de manos del papa el 20 de noviembre de 1418, y durante los años siguientes siguió el séquito papal en sus funciones de vicecamarlengo.
En marzo de 1423 murió el obispo de Ginebra Jean Courtecuisse; la mayoría del cabildo de esta sede eligió como su sucesor a Guy d'Albi, mientras unos pocos canónigos eligieron a Aleman; el pleito se elevó a la Santa Sede, donde Martín V decidió entregar la sede de Ginebra a Jean de Brogny, que hasta entonces había sido administrador de la de Arlés, y nombró para ésta última a Aleman en diciembre. La mayor parte de su vida se halló ausente de su diócesis, gobernándola por medio de vicarios.

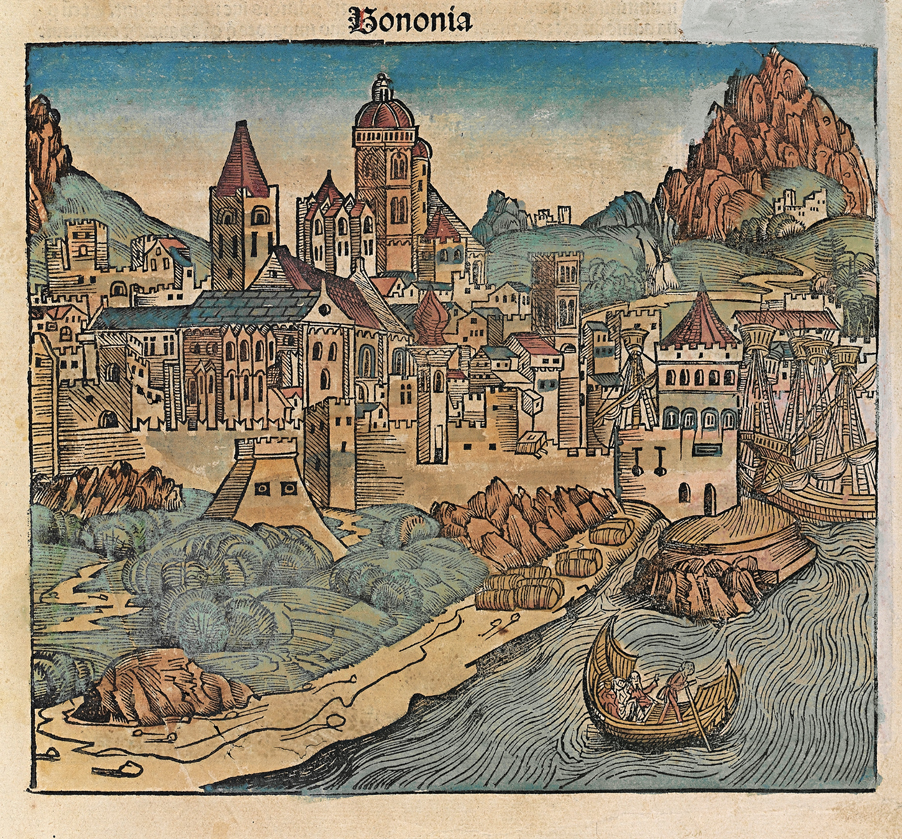
Bolonia en el s. XV.

### Legado en Bolonia y cardenal
En 1424 el papa relevó de su cargo al legado apostólico en Bolonia Gabriele Condulmer por las desavenencias de éste con el duque de Milán Filippo Maria Visconti, y Aleman fue nombrado en su lugar.  
La ciudad, perteneciente a los Estados Pontificios, era una fuente constante de disturbios en los que las principales familias boloñesas habían protagonizado revoluciones independentistas, y además se encontraba geográficamente entre Milán, Florencia y Venecia, enfrentados entre sí en guerra.   
Durante su estancia en la ciudad asistió a la predicación de Bernardino de Siena, colaboró con el obispo Niccolò Albergati y fue testigo de la muerte de Braccio da Montone en la batalla que éste sostuvo contra Francesco Sforza y Jacopo Caldora.  Allí se encontraba cuando en el consistorio del 24 de mayo de 1426 el papa le creó cardenal del título de Santa Cecilia, reteniendo la administración apostólica de Arlés.
Su legación terminó cuando el 1 de agosto de 1428 una revuelta popular encabezada por Battista Canetoli asaltó el palacio episcopal, apresó a Aleman y al podestà e impuso en el gobierno de Bolonia  a sus partidarios.  Veintitrés días después, Aleman fue liberado de su cautiverio, y expulsado de la ciudad por los rebeldes regresó a Roma, mientras las tropas pontificias entraban en Bolonia para recuperar el control por la fuerza.

### El Concilio de Basilea

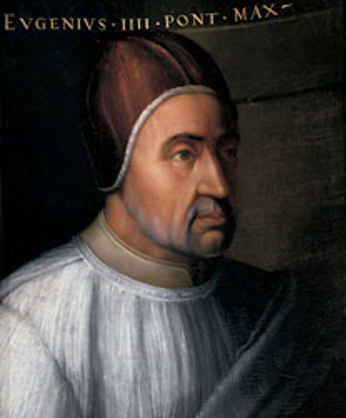
Eugenio IV.

#### Inicios
Durante los cinco años siguientes Aleman residió en Roma; su actividad durante este periodo es desconocida, aunque es claro que no tuvo un papel relevante en la Curia al margen de su participación en el cónclave de marzo de 1431 en el que fue elegido papa Eugenio IV, quien le nombró abad de Montmajour.
En julio comenzó el Concilio de Basilea convocado por Nicolás V antes de su muerte y presidido por Giuliano Cesarini; la validez canónica del concilio estaba asegurada por las disposiciones del concilio de Constanza, por las del de Siena, por la convocatoria de Nicolás V y por el compromiso que el mismo Eugenio IV había adquirido en la capitulación del cónclave, pero considerando una amenaza para su autoridad que los padres conciliares se arrogaran una superior a la suya, en noviembre Eugenio IV promulgó una bula ordenando la disolución del concilio.  Esta arbitrariedad del pontífice mereció la censura de numerosos eclesiásticos y gobernantes: en los meses siguientes Aleman, al igual que los cardenales Correr, Lusignan, Casanova, Rochetaillée, Monfort y Cervantes, Ram, Colonna, Beaufort y De Foix, que no podían salir de Roma sin el permiso del papa, eligieron sus procuradores para que les representaran en el concilio.  Solo Orsini, Casini, Conti, Della Porta y Condulmer permanecieron fieles al papa.
En mayo de 1433 Aleman alojó en su palacio de Roma al rey de romanos Segismundo de Luxemburgo que venía a recibir la coronación de manos del papa.  En julio abandonó Roma sin permiso y en una galera del duque de Milán, pasando por Génova, en agosto llegó a su diócesis de Arlés. 
Entretanto, en julio de 1433 los conciliares de Basilea habían decretado que si el papa no se presentaba ante el concilio sería suspendido, en agosto el papa había revocado la disolución del concilio y prometido su adhesión; en abril de 1434 el papa envió a sus legados a Basilea y escribió a los cardenales de la Curia exhortándoles a colaborar en la reforma eclesiástica.  Con este cambio de actitud, la presencia de Aleman en Basilea dejaba de ser una desobediencia contra el papa, y el 4 de junio prestaba juramento en el concilio.  Para entonces, ya se había desatado la revolución en Roma y el papa había emigrado a Florencia. 

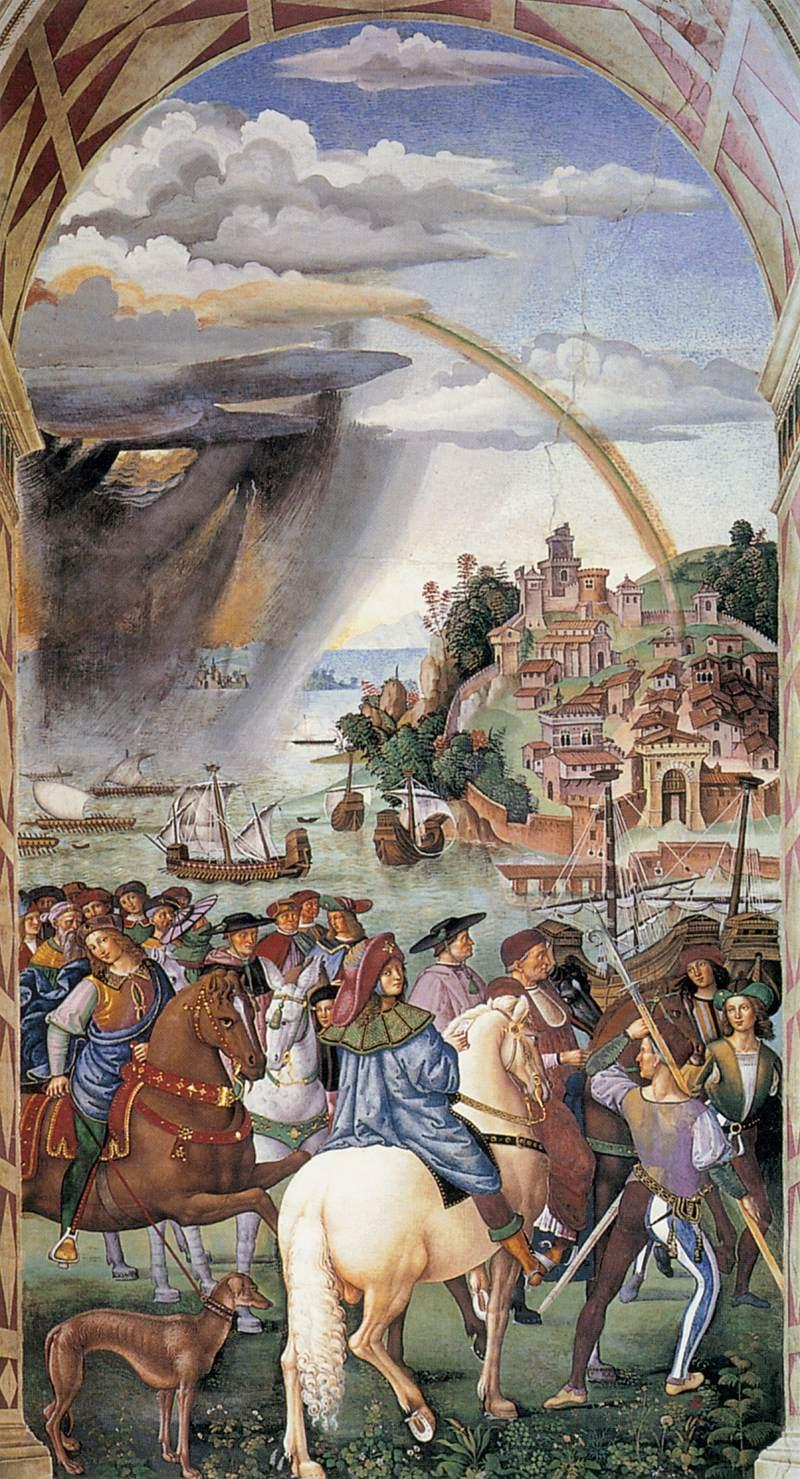
Enea Piccolomini parte hacia el concilio de Basilea.

#### Aleman en el concilio
Inicialmente Aleman fue agregado a la diputación de la reforma, para pocos meses después serlo a la de la fé.  Elocuente, enérgico, con buena reputación y asiduo asistente de todas sus sesiones, se destacó como uno de los más acérrimos defensores de la superioridad del concilio sobre el papa, mientras el presidente Giuliano Cesarini era el líder del partido pontificio.  
Durante los primeros años ofició para resolver las disputas de precedencia surgidas entre las delegaciones de distintos países; intervino en el pleito que el patriarca de Aquilea Louis de Tek tenía con la República de Venecia por el poder temporal del patriarcado; intentó resolver la rivalidad de René de Anjou y Alfonso V de Aragón por el trono de Nápoles; intervino en la colación de iglesias y beneficios en Francia, que el rey Carlos VII pretendía para sí, y en el nombramiento de los obispos de Lausana, Gurk, Utrecht y Treves, que estaban disputados con las autoridades civiles; medió en la reconciliación del arzobispo de Besançon con sus feligreses; confirmó las constituciones de Auch; intervino en la unión del reino de Bosnia a la fe católica; fue encargado de informar y juzgar sobre los atentados cometidos contra el clero desde el final del concilio de Constanza; se le dieron poderes para amonestar a los ausentes en Basilea y para organizar la policía de los caminos de acceso al concilio.  
Fue nombrado juez de la fe, encargado de hacer cumplir la ortodoxia católica entre las decisiones conciliares, y como tal dirigió la comisión encargada de dirimir el dogma de la Inmaculada Concepción de la Virgen y la instauración de la fiesta de la Visitación, de preparar la canonización de Pierre de Luxembourg, de estudiar las herejías del libro de Agustín de Roma, y en las discusiones surgidas en la proposición de condenar la adoración del nombre de Jesús.  Vicecanciller desde 1435, estuvo encargado de resolver las dispensas de ordenaciones, residencias u observancia de regla monástica, y de dirimir en primera instancia las disputas episcopales.

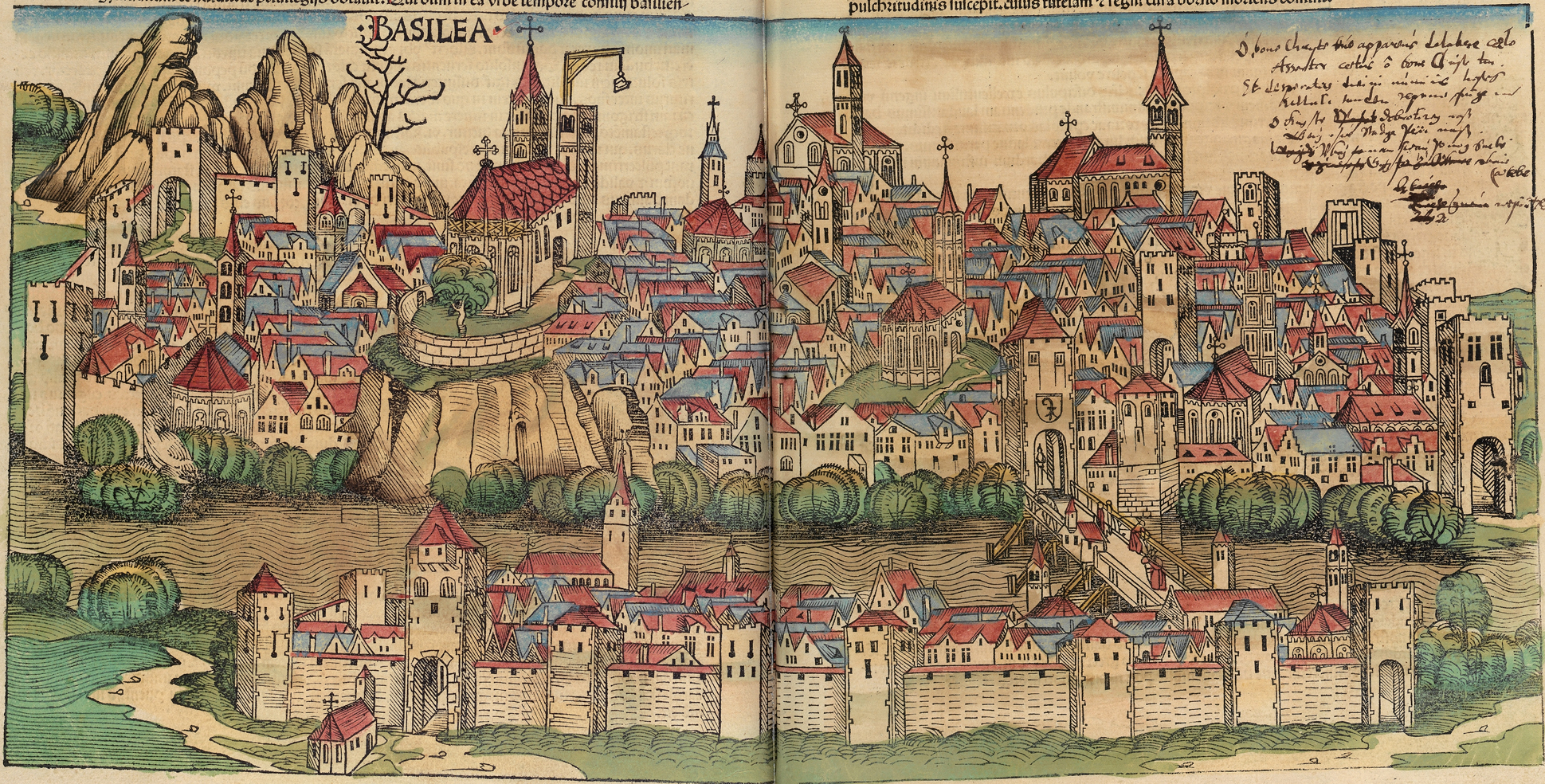
Basilea en el s. XV.

#### Traslado del concilio
Uno de los asuntos pendientes de la cristiandad desde hacía siglos era lograr la unión entre las Iglesia católica latinai y la Iglesia oriental griega: separadas por el Cisma de Oriente de 1054, la unidad de ambas era un objetivo perseguido desde el Concilio de Lyon de 1274, y tanto el papa como el concilio habían enviado sus legados a Constantinopla y habían recibido a los de los griegos, intentando cada uno ganar el prestigio de materializar la unidad.
Sin embargo Basilea no era el lugar idóneo para recibir a varios cientos de prelados griegos, y se hacía necesario trasladar el concilio a otra ciudad mejor comunicada y accesible.  En una larga y enconada discusión entre el papa, el concilio, los príncipes europeos y los eclesiásticos griegos sobre cuál debería ser la nueva sede, Aleman maniobró de consuno con el rey francés para conseguir el traslado a Avignon, mientras otros  conciliares y gobernantes proponían Udine, Florencia, Génova, Buda, Viena, Lyon, Saboya o quedarse en Basilea, y el papa intentaba que se celebrara en los Estados Pontificios, o al menos en Italia.  
La noche del 13 de junio de 1437 el secretario del presidente Cesarini, junto con uno de sus familiares y un espía florentino, desfondaron el cofre que contenía la bula conciliar, sellaron con ella el documento que autorizaba el traslado del concilio a Italia, y lo enviaron con un emisario para ser presentado en Grecia como auténtico.  Con este acto, los de Basilea vieron frustrada su posible intervención en la unión greco-latina, y además hubieron de afrontar una deuda de 70.000 florines que las autoridades civiles de Avignon les habían adelantado para que la asamblea se celebrara en esta ciudad.

#### La ruptura con el papa
El 31 de julio el concilio publicó un monitorio contra el papa en el que se denunciaban sus infracciones contra los decretos de reforma, sus maniobras contra la autoridad del concilio y la seguridad de sus integrantes, y la mala administración de los estados de la Iglesia, y se le conminaba a comparecer en el plazo de sesenta días.
En enero de 1438 se abrió en Ferrara el concilio convocado por el papa, presidido por Niccolò Albergati.  Cesarini abandonó Basilea junto con una minoría de prelados obedientes al papa, y el 4 de febrero Aleman (el único cardenal en Basilea) fue proclamado presidente del concilio, con el apoyo de la mayoría de conciliares y de los príncipes europeos.  Quedaban así establecidas dos asambleas distintas, mutuamente desautorizadas, disputándose el título de concilio.  
El 24 de enero de 1438 se decretó en Basilea la suspensión del pontífice de su dignidad eclesiástica, y el 28 de abril comenzó el proceso canónico contra él.  Tras la muerte de Segismundo, Alberto II del Sacro Imperio Romano Germánico y los príncipes electores declararon su neutralidad entre los dos concilios y propusieron el traslado de ambos al Sacro Imperio, mientras en Francia se publicaba la Pragmática Sanción de Bourges.

#### El cisma
El proceso contra el papa avanzaba lentamente, y en marzo Aleman dispuso la formación de una comisión de teólogos a la que planteó la aprobación como dogmas de tres cuestiones: 
- Que la autoridad del concilio era superior a la del papa;
- Que el papa no tenía autoridad para disolver el concilio;
- Que contradecir cualquier de los dos puntos anteriores era herejía.

Y a continuación exponía los hechos conocidos: Eugenio IV había decretado la disolución del concilio en 1431; tras la rectificación de 1433, la había repetido en 1437 con contumacia, y finalmente había convocado el de Ferrara, con lo cual su actitud se amoldaba a las tres cuestiones antedichas. 
En la tumultuosa sesión del 24 de abril de 1439, Aleman consiguió la aprobación de los artículos, venciendo la oposición de los embajadores de los príncipes seculares y apelando a la independencia del poder espiritual sobre los príncipes temporales y a la integridad de la fe y salvaguarda de la Iglesia.  En la del 25 de junio de 1439 se leyó el decreto que disponía la deposición de Eugenio IV por hereje, cismático, rebelde contra la Iglesia, infractor de los decretos emitidos por el conciio, simoníaco, perjuro y contumaz.  
El 9 de septiembre de 1439, desde el Concilio de Florencia (a donde había sido trasladado el de Ferrara), Eugenio IV respondió con la promulgación de la bula Moyses vir Dei, en la que a su vez calificaba a los de Basilea de herejes, cismáticos, ignorantes, vagabundos, indisciplinados, tránsfugas, apóstatas y criminales.

#### La elección de Félix V
Depuesto el papa reinante, en Basilea quedaba elegir a su sucesor.  Tras una demora de sesenta días prescrita por los decretos del concilio, y otra de similar duración motivada por una epidemia de peste, el número de padres conciliares disminuyó considerablemente, entre los fallecidos por la enfermedad, los que abandonaron la ciudad por miedo al contagio y los que lo hicieron por temor a la represalia del papa.    

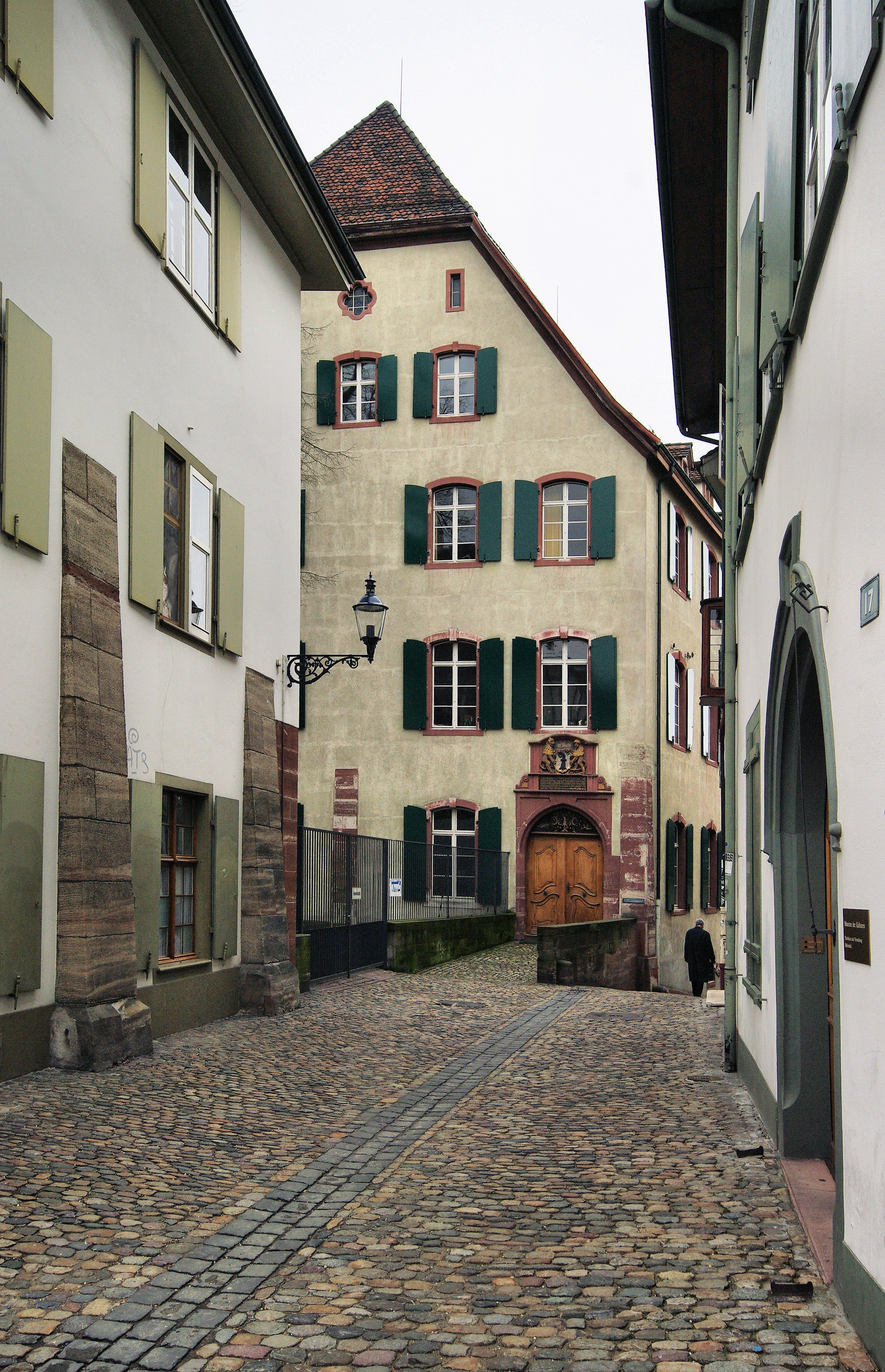
Haus zur Mücke, donde se celebró el cónclave.

Según los criterios de Aleman, el nuevo papa debía tener buena reputación para ganar el respeto de toda la cristiandad, ser rico para atender los gastos que se preveían antes de poder tomar las rentas de la Santa Sede, ser dueño de un territorio cercano a Basilea para garantizar la seguridad del concilio, ser francés y tener apoyos en Alemania e Italia para asegurarse el apoyo de las principales potencias.  Su elección personal era Amadeo VIII de Saboya, antiguo duque de Saboya, viudo y retirado desde hacía cinco años en el castillo de Ripaille, de quien además Aleman era súbdito.  
A finales de octubre una comisión del concilio nombró de entre los conclliares a los miembros del cónclave que reunidos en la Haus zur Mücke debían elegir al papa; a falta de cardenales, pues Aleman era el único en Basilea con esta dignidad, la comisión eligió once obispos, siete abades y catorce doctores, teólogos y juristas: 
| Obispos | Abades | Doctores |
| - Jean d'Arces, de Tarentaise - Otón de Moncada, de Tortosa - Jordi d'Ornos, obispo de Vic - François de Mez, de Ginebra - Luis de Amaral, de Viseu - Louis de Glandevès, de Marsella - Guillaume Didier, de Vercelli - Giorgio de Saluzzo, de Aosta - Giacomo de Pomaro, de Ivrea - Frederic zu Rhein, de Basilea - Luigi da Romagnano, de Turín | - Aleramo del Carretto, OSB, de San Benigno en Ivrea - Jacques Provana, OSB, de San Justo en Turín - Conrad, O. Cist., de Lützel en Basilea - Raimond, OSB, de Conques en Rodez - Pere, OSB, de San Cugat - Antoine, OSB, de Perpignan - Thomas Livingston, de Dundrennan | - Juan de Segovia, arcediano de Villaviciosa - Christian de Konigsgratz, preboste de Olomuc - Nicolas Thibout, penitenciario de Coutances - Thomas de Courcelles, canónigo de Amiens - Jean de Valle, cura de Plonéour en Bretaña - Guillaume Hugues, arcediano de Metz - Giovanni de Chiomonte, preceptor de San Antonio di Ranverso en Turín - Aeneas, arcediano de Cracovia - Bernat de Bosio, canónigo de Lérida - Bartolomeo Provana, preceptor de Chivasso en Ivrea - Johannes Wyler, dean de Basilea - Raimundo Albioli, canónigo de Tarazona - Henri de Judeis, doctor en leyes - Johannes de Salzburgo, canónigo de Ratisbona |

En el primer escrutinio de votos surgieron como papables Amadeo de Saboya, los cardenales De Foix y Cervantes, el arzobispo de Lyon Amédée de Talaru, el de Colonia Dietrich von Moers, el obispo de Vic Jordi d'Ornos, el teólogo Juan de Segovia y el jurista Thomas de Courcelles, pero Aleman intervino para inducir a los conclavistas a decantarse por el duque de Saboya, que resultó elegido el 5 de noviembre.

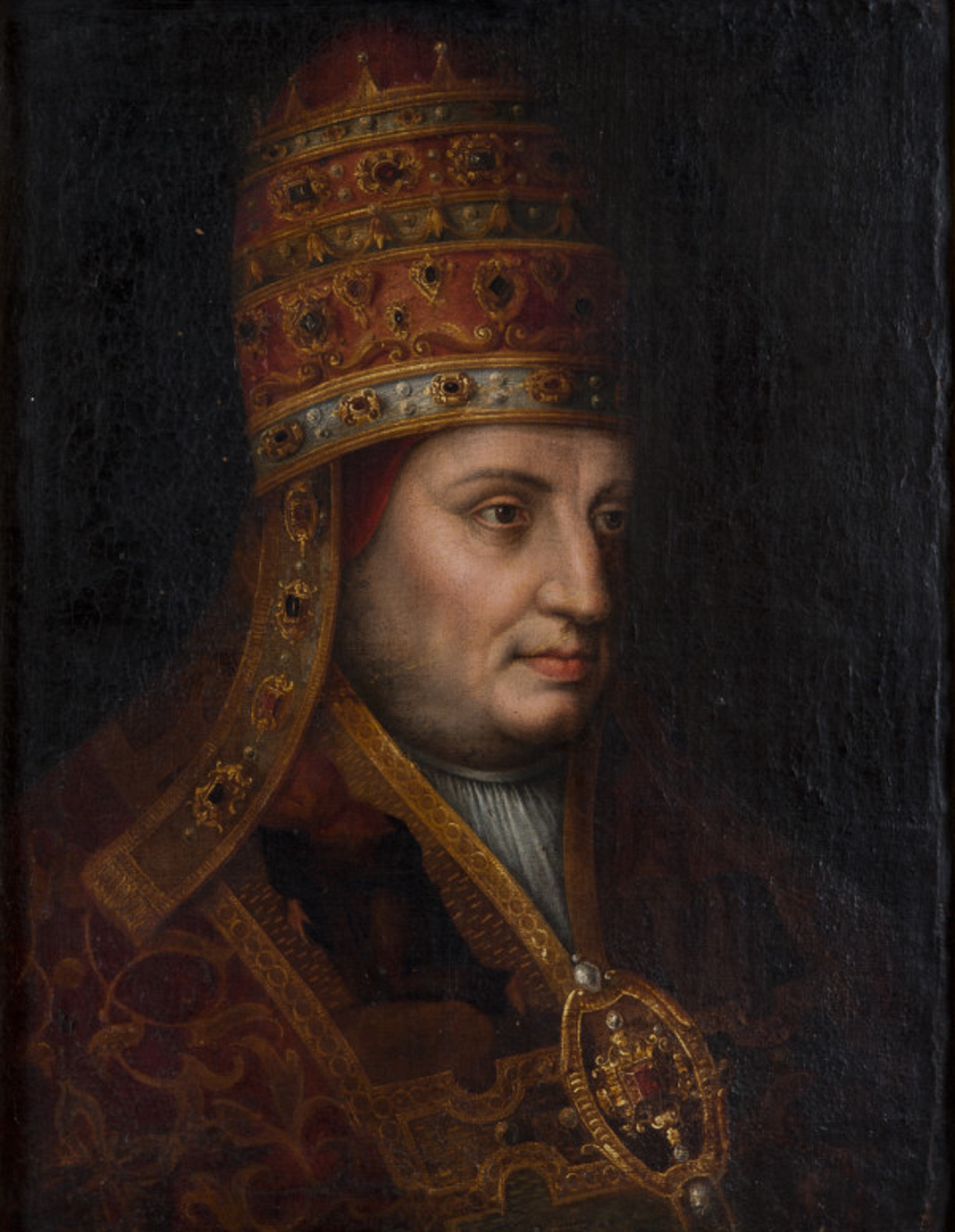
Félix V.

En abril de 1440 el papa Eugenio dedicaba una bula a específica a la excomunión de Aleman, privándole del cardenalato, de la diócesis de Arlés, de Montmajour y de todos sus dignidades y beneficios. La decisión fue un golpe para su economía, pues perdió las rentas de estos lugares y solo le quedaron dos prioratos en Contamine y Peillonex, ambos en Saboya.
En junio de 1440 Félix V acudió a Basilea, donde fue coronado por Aleman y Louis de La Palud el 24 de julio.
Sin embargo los problemas con el nuevo papa eran varios y graves.  Faltaba vigor en el carácter de Félix V: de ser el gobernante de un estado apacible había pasado a ser líder de una revolución eclesiástica, pero se mostraba conservador y falto de energía y audacia para oponerse al papa, considerando la elección como pontífice más como un honor a su persona y a su familia que como una responsabilidad eclesiástica, y en 1442 abandonó Basilea alegando motivos de salud para marchar a Lausanne.   
Faltaba el dinero para el mantenimiento de la actividad diplomática del concilio, y el que tenía el duque lo entregaba lenta y avariciosamente.  
Y faltaban los apoyos internacionales: ni Alberto VI de Austria, ni el Rey de romanos Federico III dieron su obediencia a Félix V; el Sacro Imperio Romano Germánico declaró su neutralidad entre Eugenio IV y Basilea, y solo los príncipes electores de Treves y Colonia se mostraron partidarios de Félix V; el rey de Francia Carlos VII, después del reconocimiento de la Pragmática Sanción de Bourges, se puso del lado de Eugenio; el de Nápoles Alfonso V de Aragón, después de recibir de Eugenio la confirmación del trono de Nápoles, y el duque de Milán Filippo Maria Visconti, yerno del antipapa por su matrimonio con María de Saboya, también le negaron su apoyo. 
En los años siguientes Aleman siguió ejerciendo como presidente, aunque cargado de tediosas tareas sobre dispensas, beneficios, exenciones y cuestiones menores, lejos de los altos designios y el espíritu reformista de los primeros tiempos, afrontando rivalidades personales y susceptibilidades nacionales en un concilio cada vez más disminuido en participantes.  Viajó como legado del concilio a las dietas celebradas en el Sacro Imperio donde se trató de la traslación del concilio a este país, y a las conferencias mantenidas en Lyon y Ginebra donde el rey francés y el hijo del antipapa pactaban la abdicación de éste ya desde 1446.  

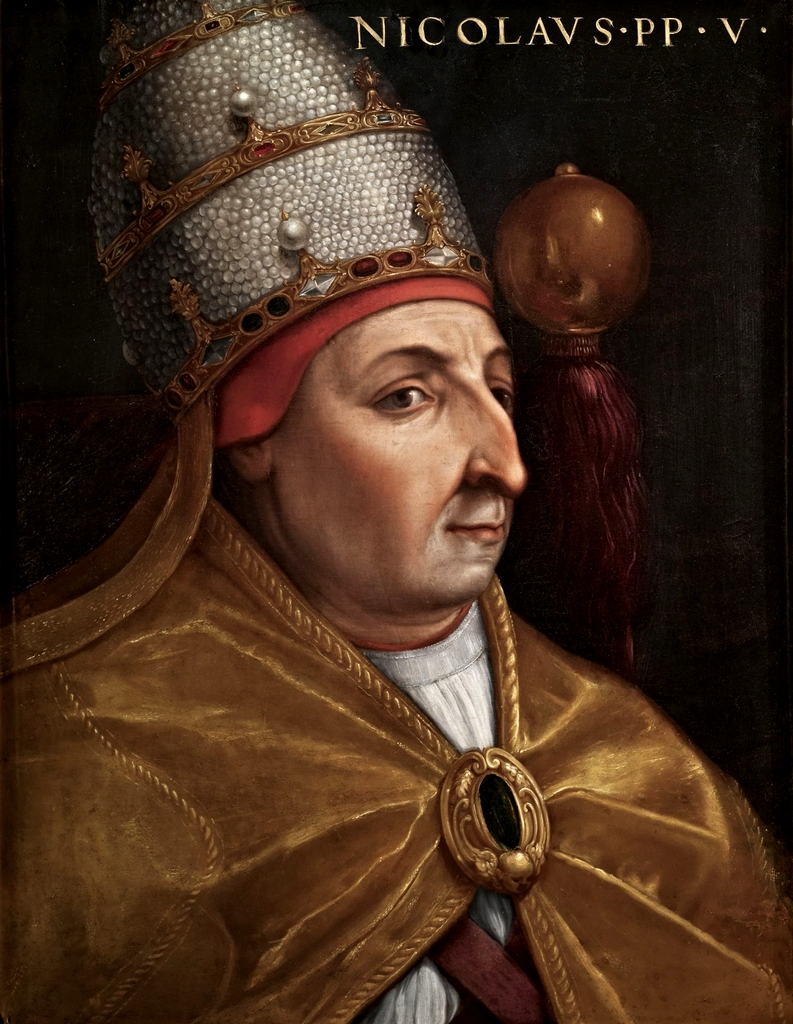
Nicolás V.

En febrero de 1447 murió Eugenio IV y le sucedió Nicolás V.  En agosto del mismo año el Sacro Imperio dejó su neutralidad para declararse en favor de éste, y en julio de 1448 un edicto imperial ordenó a las autoridades civiles de Basilea que expulsaran de la ciudad a los padres conciliares, que partieron hacia Lausana en un número de aproximadamente cien personas, lejos de los más de setecientos que tuvo en sus inicios.
En virtud de los acuerdos adoptados con el rey francés, el 7 de abril de 1449 Félix V renunció al pontificado, el 19 los conciliares de Lausana prestaron obediencia a Nicolás V y el 25 decidieron la disolución del concilio.

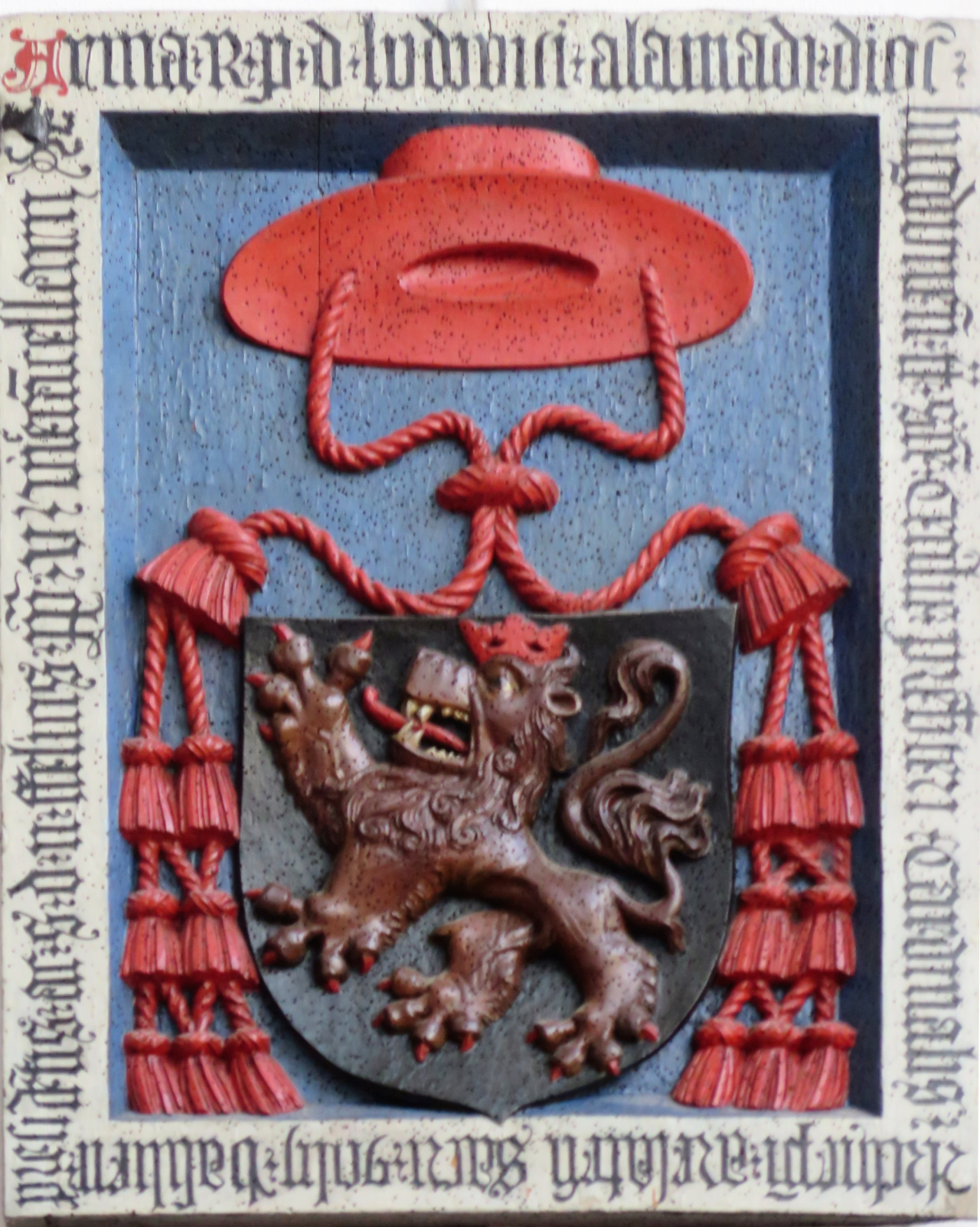
Blasón del cardenal en la cartuja de Val-Sainte-Marguerite de Basilea.

### Restitución y muerte
En julio de 1449 Aleman dejó Basilea para volver a su diócesis de Arlés.  Según lo establecido en llos acuerdos para la abdicación de Félix V,  en diciembre Nicolás V le restituyó en su dignidad cardenalicia, en el arzobispado de Arlés, la abadía de Montmajour y los demás beneficios eclesiásticos.    
Murió a finales del verano de 1450 en el convento de los franciscanos de Salon-de-Provence, víctima de una epidemia de peste que asolaba la región.  Fue sepultado en un entierro multitudinario en el coro de la Iglesia de San Trófimo de Arlés. 

### Beatificación
Poco después de su muerte comenzaron a atribuirsele varios milagros.  La devoción popular se extendió entre los habitantes de Provenza, se enviaron parte de sus reliquias a los templos de los alrededores y su sepultura se convirtió en un centro de peregrinación.  Ya en 1452 el consejo de la villa de Arlés envió a Roma un procurador encargado de solicitar la beatificación de Aleman, pero el recuerdo del Concilio de Basilea estaba demasiado cercano como para hacer progresar la causa; hubo que esperar hasta que en 1527 el papa Clemente VII autorizó oficialmente su veneración junto con la de Pedro de Luxemburgo.